# İslâm III Giray
İslâm III Giray (Bachtsjysaraj, 1604 - aldaar, juni 1654) was tussen 1644-1654 de Khan van het Kanaat van de Krim.

## Biografie
İslâm Giray was de zoon van Selâmet I Giray. Hij werd in 1629 door de Polen gevangengenomen en in 1636 vrijgelaten. İslâm Giray werd in 1637 door zijn oudere broer Bahadir I Giray tot qalga benoemd en leidde in 1640 zijn legers in Oekraïne. Een jaar later overleed Bahadir I Giray en werd opgevolgd door Mehmed IV Giray, waarna İslâm Giray naar Rodos verbannen werd.

### Benoeming tot Khan en diplomatiek conflict met de Polen: 1644-1648
In 1644 werd İslâm Giray door de Verheven Porte vanuit zijn ballingschap op Rodos opgeroepen om naar Istanboel te komen. Daar werd hij door Ibrahim I tot de nieuwe Khan van de Krim-Tartaren benoemd. Hij had zijn troonopvolging te danken aan de diplomatieke vaardigheden van zijn agha en toekomstige vizier Sefer Ghazi.
İslâm III Giray benoemde in 1644 zijn broer Qirim Giray tot qalga en zijn neef Ghazi Giray tot nurredin. Om populariteit onder zijn onderdanen te verkrijgen moest hij een verrassingsaanval op het Pools-Litouwse Gemenebest of Grootvorstendom Moskou ondernemen. Hij had zijn gezant Mustafa Bey naar Polen gestuurd om de vrede te bewaren. Echter werd Bey in de herfst van 1644 bij aankomst gevangengenomen. İslâm III Giray zocht een bondgenoot in Rusland en ondertekende in december dat jaar een niet-aanvalsverdrag.
De situatie veranderde echter drastisch toen Michaël I van Rusland in juli 1645 overleed en zijn zoon Aleksej I hem opvolgde. Daarnaast zorgde het verraad van de vizier Sefer Ghazi voor interne chaos. İslâm III Giray autoriseerde zijn neef om tijdens de winter van 1645-1646 een grote verrassingsaanval in het noorden te ondernemen. De aanval zorgde ervoor dat de positie van de Tartarennobiliteit versterkt werd.
Het was geen geheim dat Wladislaus Wasa een oorlog met de Tartaren wilde beginnen en stuurde Poolse troepen om de Russen bij te staan. Vanuit Istanboel kwam het bevel om de Polen niet te provoceren. İslâm III Giray gehoorzaamde. Hij stuurde in februari 1646 opnieuw een gezant naar Warschau in de hoop dat de vrede in stand gehouden kon worden en de betaling van koninklijke geschenken hervat kon worden. De gezant, Islam Agha, werd bijgestaan door gezanten van de qalga, nureddin en andere Tartaarse hoogwaardigheidsbekleders. De delegatie werd op 24 april 1446 ontvangen. In een nieuwe brief aan de Poolse koning deed İslâm III Giray zijn beklag over het feit dat zijn vorige gezant gevangengenomen was en met lege handen (en bovendien zonder een enkel geschenk) terug was gestuurd.

Vanaf de herfstmaanden tot nu zijn uw kozakken, die dienst doen als bewakers aan de rivier de Dnjepr, en uw jagers en struikrovers, vier tot vijf keer op ons grondgebied geweest en hebben het Krimvee verdreven. Bovendien hebben zij veel moslims gevangengenomen en weggevoerd. Wat voor soort vrede, broederschap en vriendschap is dat? Als u vrede wilt sluiten, moet u uw eed naleven en uw schurken straffen.
— Brief van İslâm III Giray geadresseerd aan Wladislaus Wasa, 1646

Wladislaus Wasa verwierp het voorstel van İslâm III Giray, maar zijn plannen om een oorlog tegen de Tartaren te beginnen leken op niks uit te lopen. İslâm III Giray stuurde in juni 1647 een derde gezant naar Warschau. De boodschap die hij meegaf was grotendeels ongewijzigd gebleven. Wladislaus Wasa, echter, verwierp niet alleen het aanbod, maar had ook de gezant publiek tot schande gebracht door hem een kus op zijn handen te weigeren. Dat jaar werden de banden tussen de Krim-Tartaren en Moskou hersteld.

### De Chmelnytsky-opstand: 1648-1653

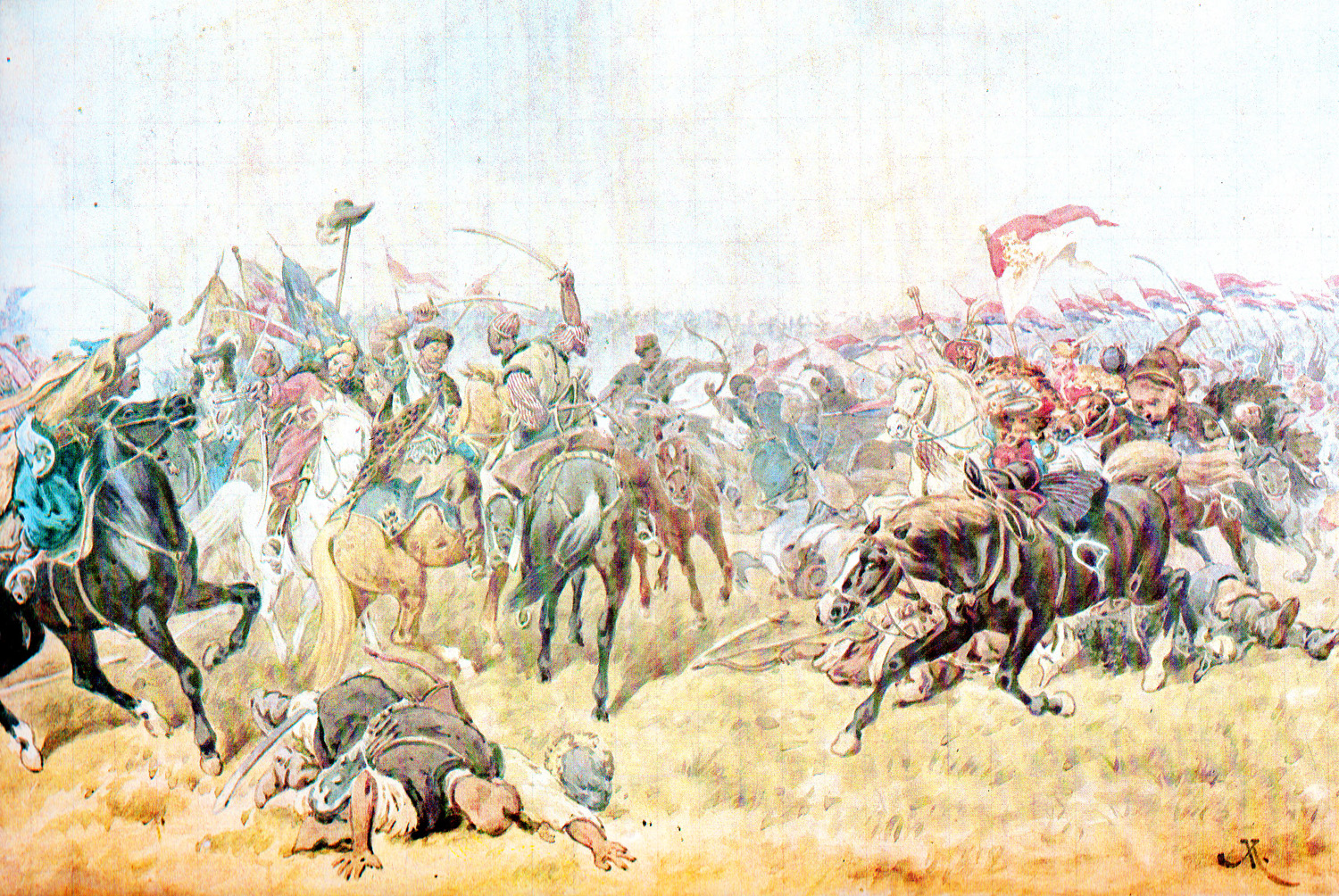
De slag om Zborów

İslâm III Giray werd in 1648 benaderd door de Kozakken onder Bohdan Chmelnytsky om een alliantie tegen de Polen te vormen. De Khan had twee redenen om zich bij de Kozakken aan te sluiten: hij kon de Polen straffen voor hun aanvallen op zijn Kanaat, en hij kon wellicht de ontevredenheid onder zijn edelen beperken door de gelegenheid om Oekraïense landen te plunderen.
In 1648 begon de Chmelnytsky-opstand en İslâm III Giray zond de administrateur van Or Qapi Tughay Bey en 4000 ruiters om de Kozakken bij te staan. Op 26 mei 1648 werden het Pools-Litouwse leger door een Kozakken-Tartaarse legermacht vernietigd bij Korsun'. In mei 1649, na een reeks behaalde overwinningen, besloot İslâm III Giray om zijn Tartaarse krijgsmacht persoonlijk te leiden. Op 15 augustus 1649 werd de nieuwe Poolse koning Jan II Casimir van Polen en zijn krijgsmacht in Zborów omsingeld. De Poolse koning zat in een lastige situatie en bood een vredesvoorstel aan, waarop onderhandelingen volgden. Op 18 augustus 1649 werd er een akkoord bereikt en de volgende dag werden instrumenten van vrede uitgewisseld.
De Polen beloofden dat İslâm III Giray zijn jaarlijkse koninklijke geschenken zou ontvangen. De Tartaren beloofden op hun beurt het Pools-Litouwse Gemenebest niet aan te vallen. İslâm III Giray eiste daarnaast de welwillendheid van de Poolse koning naar de Kozakken toe, dat de Polen zich niet zouden bemoeien met Tartaarse gebieden langs de rivieren Ingulec', Ingul en Chubartil, uitlopend naar Pools-Oekraïne, en dat de koning zijn vriendschap aan de Tartaren zou tonen door militaire hulp aan de Khan te verlenen. Buiten deze officiële overeenkomsten om werd in het geheim ook afgesproken dat de Tartaren hun slaven mochten houden en dat bovendien İslâm III Giray de niet-voldane geschenken van de afgelopen jaren alsnog zou ontvangen. Deze geschenken (200.000 thaler) zouden ter plekke (30.000), op de weg terug (30.000) en in de nabije toekomst (140.000) betaald worden. Zygmunt Denhoff, de Starosta van Sokal', bleef aan het hof van İslâm III Giray als gijzelaar. Bovendien moesten de Polen een extra betaling van 40.000 thaler doen als losgeld voor het opheffen van het beleg.
Geen van de partijen was van plan om zich aan de afspraken te houden. In juni 1651 werd de Tartaars-Kozakken coalitie bij Berestechko verslagen. De broer van de Khan, Qirim Giray, en zijn commandant Tughay Bey sneuvelden. De verbitterde İslâm III Giray nam Bohdan Chmelnytsky tijdelijk gevangen en verliet het slagveld, waardoor de resterende Kozakken door de Polen afgeslacht konden worden.

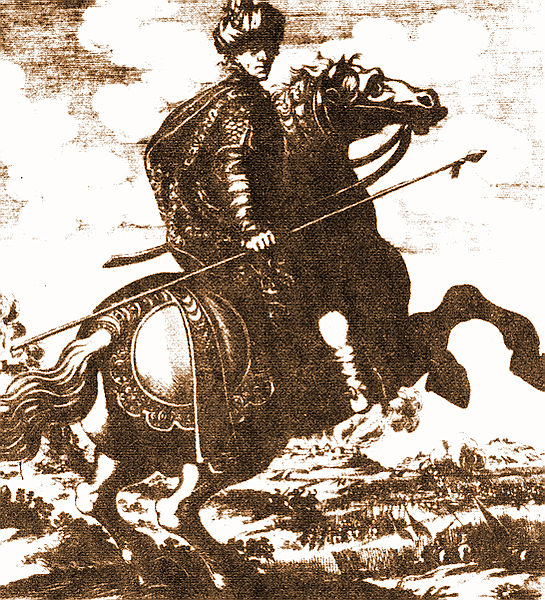
Islam III Giray trekt ten strijde tegen de Polen

De Poolse koning raakte in november 1653 (net zoals in 1649) opnieuw omsingeld bij Žvanec, waarna nieuwe onderhandelingen volgden op 13 december 1653. Twee dagen later werd een akkoord bereikt, waarbij de afspraken van 1649 werden bevestigd. Er werd afgesproken dat de Khan 200.000 thaler zou ontvangen en 30.000 in het jaar daarop. Ook zou Polen twee edellieden als gijzelaars naar de Krim sturen.

### Het begin van de Pools-Tartaarse Alliantie: 1654
...we weten niet waar Moskou zoveel kracht en macht vandaan heeft gehaald dat het niet in zijn natuurlijke (dat wil zeggen onschadelijke) staat is gebleven.
— Brief van İslâm III Giray geadresseerd aan Jan II Casimir van Polen, juni 1654

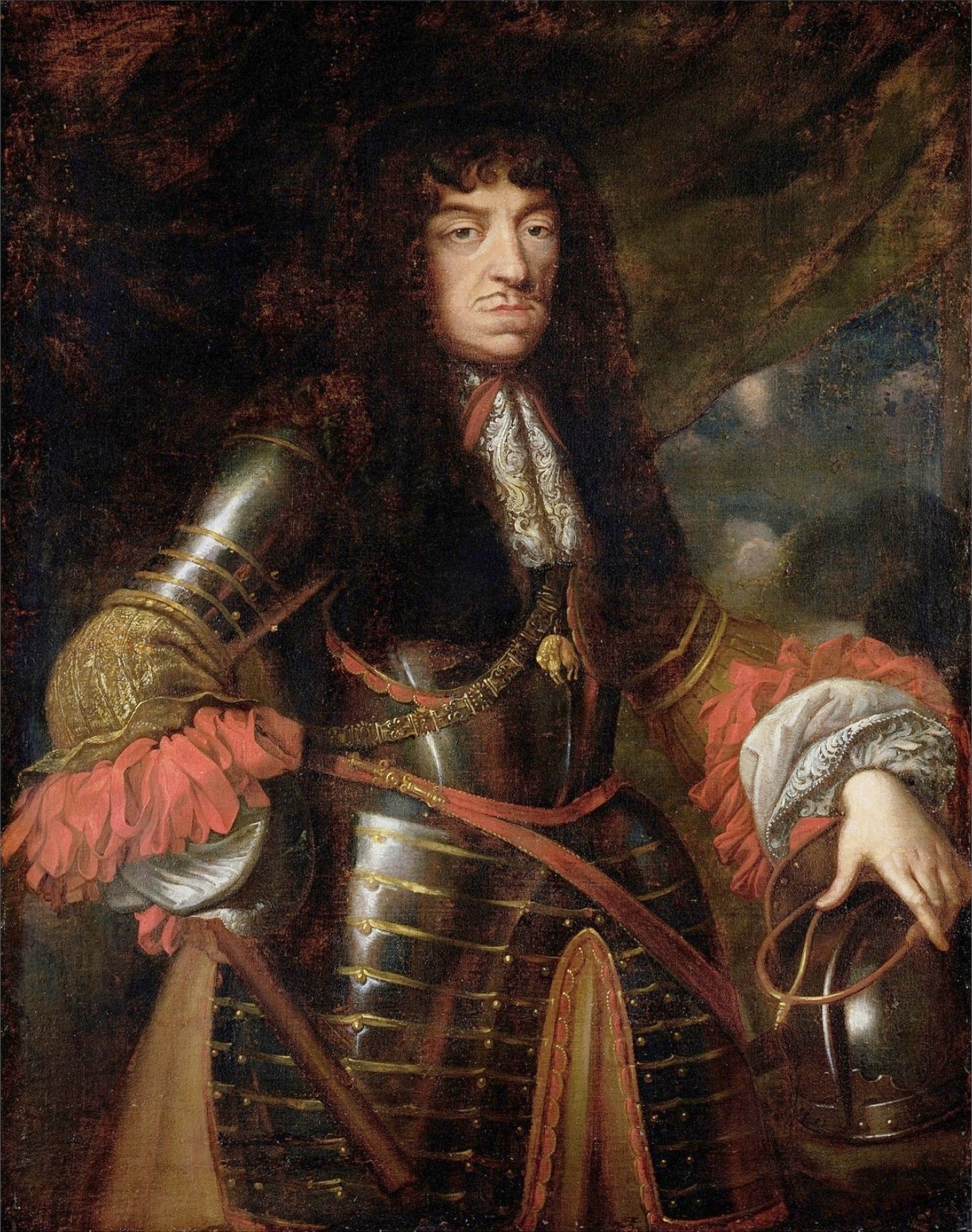
Jan II Casimir van Polen geportretteerd door Daniel Schultz

Op 18 januari 1654 zwoeren de Kozakken trouw aan de Tsaar. Jan II Casimir van Polen, gealarmeerd door deze gebeurtenis, zond in februari 1654 zijn gezant Mariusz Jaskólski naar de Krim om over een mogelijke Pools-Tartaarse alliantie te praten. Deze gezant werd op 8 april door Sefer Ghazi Agha ontvangen en de dag daarna door İslâm III Giray zelf. De Khan stemde in, op voorwaarde dat de Polen de Krim-Tartaren zouden bijstaan in hun verovering van Kazan en Astrakhan, gebieden van de Wolga-Tataren. Na een maand van onderhandelingen keerde Mariusz Jaskólski samen met de Tartaarse gezant Süleyman Agha terug naar Warschau.
In een brief geadresseerd aan de Poolse koning refereerde İslâm III Giray aan de recente verdragen gemaakt bij Žvanec, bevestigde zijn vriendschappelijke intenties aan het adres van Polen en verzekerde dat de Krim-Tartaren en Nogai, versterkt door troepen in Boedzjak, de Kozakken meteen aan konden vallen als die niet met Moskou zouden breken. In diezelfde brief refereert de Khan ook aan een poging van Moskou om de Krim te betrekken in een oorlog tegen Polen. Hij zou dit aanbod hebben afgeslagen, omdat "het plan om een staat zoals Polen te vernietigen schaamteloos en in tegenspraak met de wil van God is, die de aarde, de hemel en alle schepselen had geschapen".

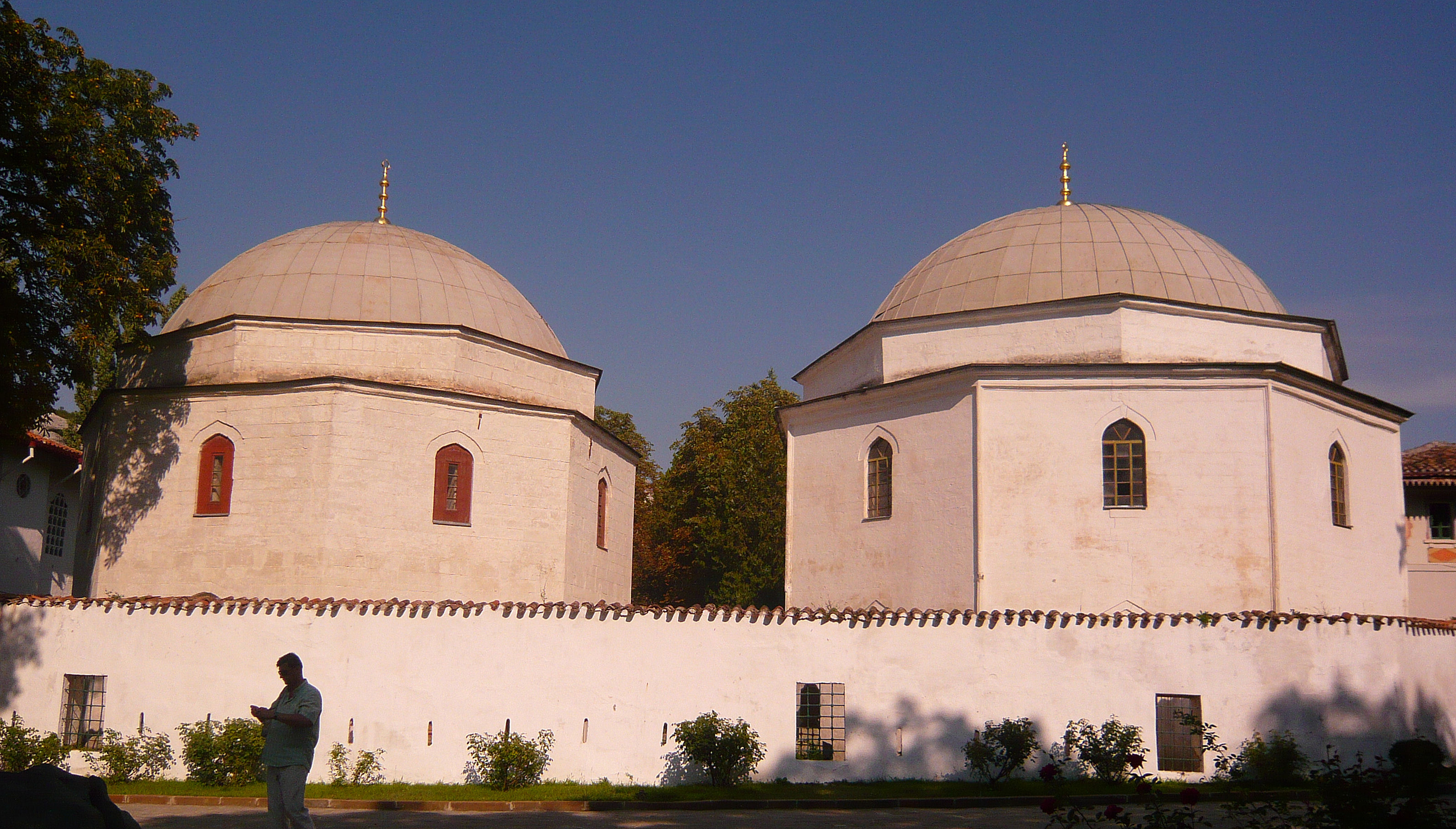
Mausoleums van Devlet I Giray en İslâm III Giray

Süleyman Agha arriveerde op 24 juni 1654 in Warschau en werd op 27 juni door de koning in het Koninklijk Kasteel ontvangen. In de weken daarna heeft de Tartaarse gezant met Poolse hoogwaardigheidsbekleders onderhandeld over een mogelijk alliantieverdrag tegen Moskou. Het project werd op 18 juli 1654 in de Diet gepresenteerd. Twee dagen later zwoer de Tartaarse gezant namens İslâm III Giray om de nieuwe overeenkomst in acht te nemen. De Poolse koning en senatoren deden hetzelfde in de aanwezigheid van de gezant. Het verdrag zou geratificeerd worden met het afleggen van een eed door de Khan zelf in aanwezigheid van de gezant Mariusz Jaskólski. Wat men echter niet wist. Op dat moment was echter niet bekend dat Islâm III Giray op 10 juli 1654 plotseling overleden was; dit nieuws zou Warschau pas in augustus bereiken. De Poolse gezant Mariusz Jaskólski kreeg de nieuwe instructie om de Tartaren over te halen om de opvolger van de Khan het verdrag alsnog in acht te laten nemen. Zijn broer Mehmed IV Giray zou deze opvolger zijn. De nieuwe Khan ratificeerde het verdrag op 22 november 1654.
İslâm III Giray ligt begraven op de Begraafplaats van de Khans in Bachtsjysaraj.